# Відкритий затвор

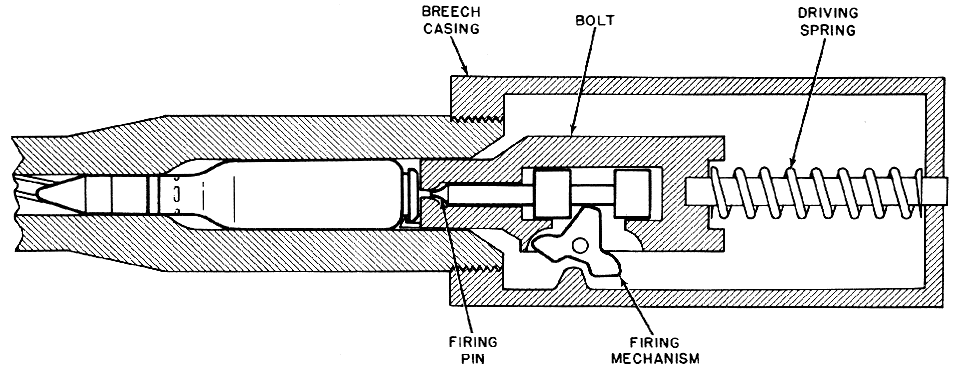

Відкритий затвор є частиною автоматики напів- або повністю автоматичної зброї, завдяки якому при готовності до стрільби затвор та його робочі частини знаходяться у задньому положенні. Коли натискають на спусковий гачок, затвор починає рухатися вперед, підхоплює набій з магазина, досилає його у камору і ударяє по капсулю. Як і у іншій автоматичній зброї без зовнішнього живлення, циклічна дія повторюється завдяки енергії пострілу; яка відкидає затвор назад, викидає порожню гільзу і готова до пострілу (або продовжує рухатися вперед, якщо стрілець продовжує утримувати спусковий гачок, а зброя є автоматичною). Зазвичай, відкритий затвор використовують у автоматичній зброї (окрім напівавтоматичних переробок автоматичних конструкцій).

## Переваги
У порівнянні з конструкціями з закритим затвором, конструкції з відкритим затвором, зазвичай, мають мало деталей. Ударник часто є частиною затвора, що дає змогу заощадити на виробництві; через велику інерцію затвора для ударника не потрібні окремий ударник та пружина. В автоматичній зброї відкритий затвор запобігає появі такого ефекту як «передчасний постріл», коли через розжарювання камори, під час стрільби, сильно нагріваються набої, що викликає самозаймання пороху в гільзі. За своєю конструкцією зброя з відкритим затвором охолоджується швидше, тому, що повітря вільно проходить по стволу між чергами, що підходить для станкових кулеметів.

## Недоліки
Зброя може самовільно вистрілити при падінні, а також у середину може потрапити бруд коли зброя взведена. У деяких конструкціях з відкритим затвором можуть відбуватися самовільні постріли, через недосконалість запобіжників. Кулемети з відкритим затвором не можливо синхронізувати для ведення вогню крізь пропелер, через доволі довший час роз'єднання шептала та запалюванням метального заряду. Також може страждати точність через велику затримку між натисканням спускового гачка та запалюванням капсуля, для автоматичної зброї це не суттєво, тому що після першого пострілу автоматика починає працювати як і зброї з закритим затвором. Різниця полягає лише у тому, що коли відпускають спусковий гачок, затвор зупиняється у задньому положенні, а при веденні автоматичного вогню обидва типи затворів працюють однаково. 
Через те, що у зведеній зброї затвор знаходиться у задньому положенні, у казенник і механізми може потрапляти пил і бруд через віконце екстрактора, якщо лише воно не прикрито якою-небудь кришкою. На деяких моделях пістолета-кулемета M3 було встановлено металеву кришку яка захищала зброю від бруду і слугувала запобіжником; коли вона була закрита вона захищала від бруду та не давала затвору рухатися вперед. Для ведення вогню необхідно було лише відкинути кришку для розблокування затвора.

## Змішаний тип
- FG 42
- FN SCAR - Heat Adaptive Modular Rifle
- Johnson LMG
- LWRC IAR - M6A4

## Законність
У США BATF у 1982 ухвалило рішення, що через те, що напівавтоматичну зброю з відкритим затвором можна легко переробити на повністю автоматичну, то треба таку зброю, яка буде вироблена після цієї дати, класифікувати і контролювати як повністю автоматичну (проте зброю яку виробили до цього року можна вважати напівавтоматичною).